# Кастелето (Комо)
Кастелето је насеље у Италији у округу Комо, региону Ломбардија.
Према процени из 2011. у насељу је живело 67 становника. Насеље се налази на надморској висини од 326 м.